# Église Saint-Étienne de Saint-Étienne-Lardeyrol
Pour les articles homonymes, voir Église Saint-Étienne et Saint-Étienne (homonymie).
L'église Saint-Étienne est une église catholique située sur la commune de Saint-Étienne-Lardeyrol, dans le département de la Haute-Loire, en France.

## Historique
Cette église romane date du XIIe siècle. Elle dépendait d'un prieuré concédé par l'évêque à l'abbaye de la Chaise-Dieu,.
L'édifice est classé au titre des monuments historiques en 1907.

## Description

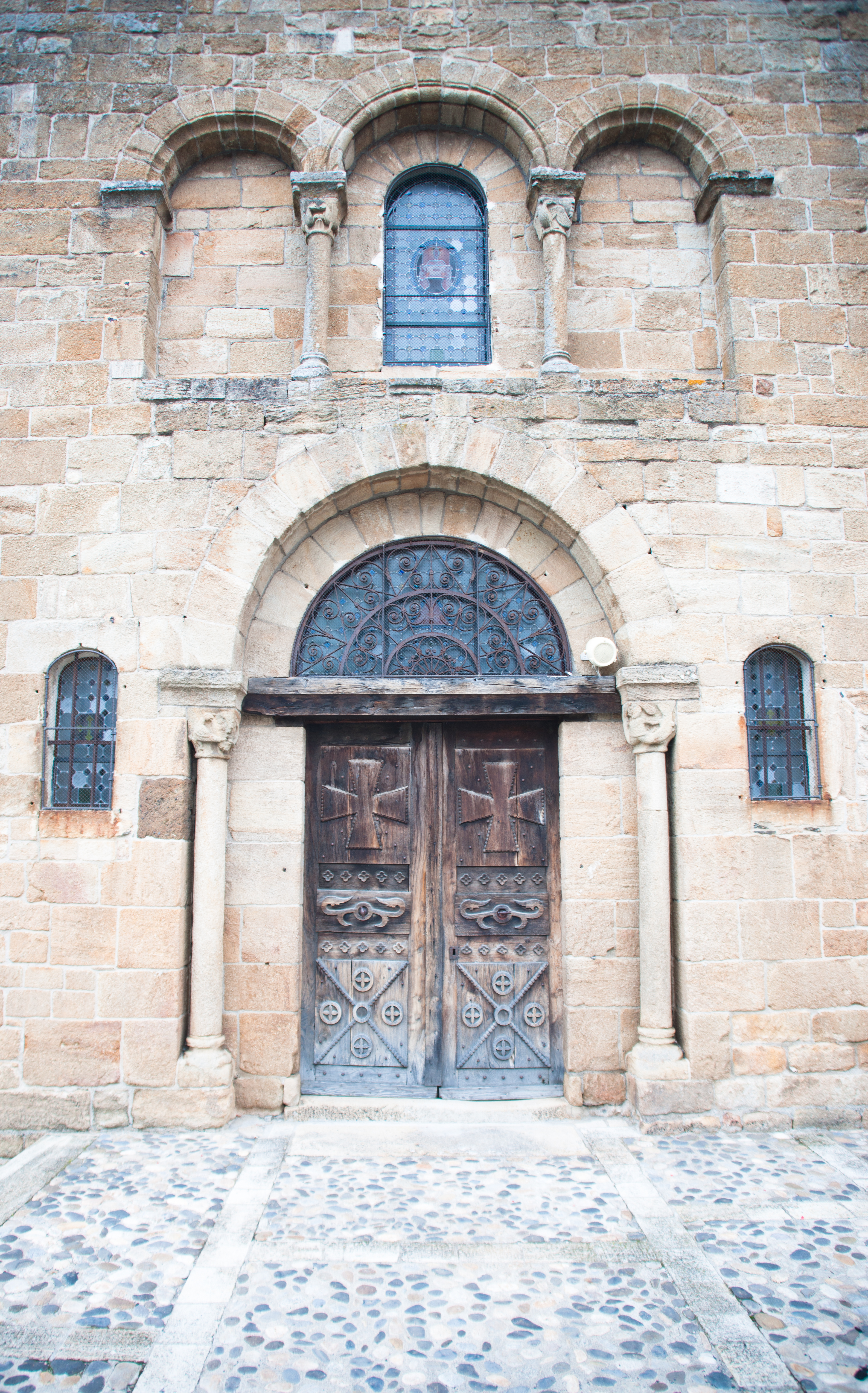
La façade de l'église Saint-Étienne.